# Neochmia
Neochmia G. R. Gray, 1849 è un genere di uccelli passeriformi della famiglia degli estrildidi.

## Tassonomia
La tassonomia di questo genere è piuttosto controversa e oggetto di dibattito: mentre infatti il diamante rosso ed il diamante cigliarosse mostrano una certa lontananza dalle altre specie della tribù dei Poephilini, il diamante codarossa ed il diamante zebrato sono più affini filogeneticamente agli altri diamanti australiani, in particolare il primo al clade Taeniopygia-Emblema ed il secondo ai diamanti del genere Poephila. Per questo motivo, il diamante zebrato viene a volte classificato in un proprio genere, Aidemosyne, così come il diamante codarossa viene classificato nel genere Bathilda, anch'esso monotipico. Le classificazioni più recenti, tuttavia, ascrivono quattro specie a questo genere:
- Sottogenere Aegintha
  - Neochmia temporalis - astro di Sydney
- Sottogenere Aidemosyne
  - Neochmia modesta - diamante zebrato
- Sottogenere Bathilda
  - Neochmia ruficauda - diamante codarossa
- Sottogenere Neochmia
  - Neochmia phaeton - diamante rosso

## Distribuzione ehabitat
Tutte le specie ascritte al genere sono diffuse in Australia, della quale occupano la porzione orientale e in parte anche la fascia costiera settentrionale.
Il loro habitat è costituito dalle aree di savana con presenza sparsa di cespugli od alberi e di zone umide e canneti, nei pressi dei quali questi uccelli si concentrano: in particolare il diamante fetonte ed il diamante cigliarosse appaiono strettamente legati alla presenza di zone umide e di un'adeguata copertura arborea e cespugliosa.

## Descrizione

### Dimensioni
Si tratta di uccelli di dimensioni piccole, ma che nell'ambito della propria famiglia di appartenenza risultano comunque piuttosto consistenti, raggiungendo i 16 cm di lunghezza, compresa la coda (che è normalmente lunga anche fino a 1/3 del totale).

### Aspetto
Si tratta di uccelli dall'aspetto slanciato, muniti di un becco robusto dalla forma piuttosto appuntita e di un piumaggio perlopiù bruno in cui sono riscontrabili tonalità giallo-olivastre (principalmente su petto o fianchi) e rosse (soprattutto sulla faccia e sul sottocoda, ma nel diamante rosso tutta l'area ventrale è rossa).

## Biologia
Gli uccelli ascritti a questo genere sono perlopiù gregari e diurni, che si riuniscono in stormi anche consistenti che passano la maggior parte del tempo alla ricerca di cibo o acqua.

### Alimentazione
La dieta dei diamanti del genere Neochmia è composta perlopiù da piccoli semi e altro materiale di origine vegetale (bacche, germogli, frutti) e soprattutto durante il periodo degli amori anche di piccoli insetti volanti.

### Riproduzione
Si tratta di uccelli rigidamente monogami, in cui ambedue i partner collaborano nella costruzione del nido (una struttura globosa di fibre vegetali), alla cova delle uova e all'alimentazione dei piccoli, che sono pronti per l'involo a tre settimane dalla schiusa ma tendono a rimanere nei pressi del nido per almeno altre due prima di allontanarsene definitivamente.